# اسکاندیم نیترید
اسکاندیم نیترید (انگلیسی: Scandium nitride) یک ترکیب معدنی از اسکاندیم و نیتروژن با فرمول شیمیایی ScN به صورت (III تا V) است.